# Esquimau canadien
L'esquimau canadien ou inuit canadien est une race canine originaire du Canada. Il est également appelé qimmiq, aussi écrit quimmiq, mot inuit qui désigne un chien de travail polyvalent. Vieille d'au moins 4 000 ans, la race a connu une certaine popularité internationale à la fin du XIXe siècle, avant de décliner en raison des maladies canines importées et des croisements , de l'essor de la motoneige et surtout du massacre de milliers de chiens entrepris par les autorités canadiennes sous le couvert de la sécurité publique, au point d'en entrainer la quasi-disparition. En effet, des années 1950 jusqu’aux années 1970, la Gendarmerie royale du Canada et d’autres autorités gouvernementales ont abattu des milliers de chiens de traîneau,, sans considérer le rôle central des chiens d'attelage dans la culture inuit. Dans les années 1970, il ne restait plus que 200 chiens de cette race : un programme de sauvegarde a alors été lancé, soutenu principalement par le gouvernement canadien. Resté rare, l'esquimau canadien est parfois considéré comme la seule race de chien purement indigène subsistant en Amérique du Nord. Le Nunavut en a fait son animal officiel.

## Historique

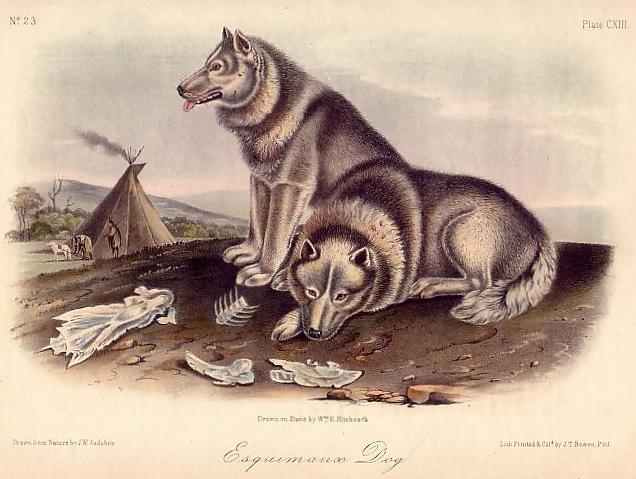
Esquimau canadien représentés par Jean-Jacques Audubon entre 1845 et 1848.

## Caractère
Le caractère de l'esquimau canadien reflète son utilité et environnement d'origine. Il est loyal, courageux, intelligent et toujours sur ses gardes. Il est également affectueux, doux, et développe une profonde connexion avec son maître, envers qui il est extrêmement loyal. En tant que chien de traineaux, la race était souvent amenée à se procurer sa propre nourriture. Ainsi, de nombreux chiens esquimaux canadiens ont un instinct de chasse plus développé que d'autres races. Grâce à leur environnement d'origine, ils adorent quand il fait froid et préfèrent souvent dormir dehors.

## Utilité
L'esquimau canadien est un chien de traîneau.

### Sources
- (en) Cet article est partiellement ou en totalité issu de l’article de Wikipédia en anglais intitulé « Canadian Eskimo Dog » (voir la liste des auteurs).